# Уилкинс, Чарльз
Сэр Чарльз Уилкинс (англ. Charles Wilkins; 1749 — 13 мая 1836) — английский книгопечатник и востоковед, известный как первый переводчик «Бхагавад-гиты» на английский язык и как создатель первого наборного шрифта деванагари. Рыцарь Королевского Гвельфского ордена, член Королевского Общества.

## Биография
Родился в городе Фроум в английском графстве Сомерсет в 1749 году. Прошёл подготовку набойщиком. В 1770 году отправился в Индию, в Калькутту, в качестве набойщика и писателя на службе Ост-Индской компании. Его способность к языкам позволила ему быстро освоить персидский и бенгали. Принимал активное участие в разработке первого шрифта для печати на бенгали. Опубликовал первую отпечатанную типографским способом книгу на этом языке, заработав себе прозвище «индийского Кекстона». Разработал шрифт для публикации книг на персидском языке.
В 1781 году был назначен переводчиком с персидского и бенгальского к Комиссару по доходам и начальником прессы Компании. Он успешно перевёл королевский автограф написанный на ранджане, считавшийся неразборчивым. В 1784 году, Уилкинс помогал Уильяму Джонсу в создании Азиатского общества Бенгалии. Затем Уилкинс, поддерживаемый в своей деятельности губернатором Британской Индии Уорреном Гастингсом, переехал в священный город Варанаси, где изучал санскрит у пандита Калинафы.
Начал работу над переводом «Махабхараты». Хотя он так и не завершил перевод, отдельные его части были впоследствии опубликованы. Наибольшее значение из них имела «Бхагават-гита», опубликованная в 1785 году под названием «Бхагават-гита, или Диалоги Кришны и Арджуны». Перевод Уилкинса «Бхагават-гиты» был первым в истории санскритским текстом, напрямую переведённым на один из европейских языков, он вскоре сам был переведён на французский (1787), русский (1788), немецкий (1802) и другие языки. Он оказал большое влияние на романтическую литературу и на европейское восприятие индуистской философии.
С отъездом Гастингса из Индии, Уилкинс потерял своего главного покровителя. Он вернулся в Англию в 1786 году, где женился на Элизабет Кибл. В 1787 году Уилкинс создал перевод сборника басен «Хитопадеши». В 1788 году был избран членом Королевского общества. В 1800 году ему было предложено занять должность первого директора Индийской домашней библиотеки, которая со временем стала всемирно известной Индийской кабинетной библиотекой (ныне Восточная коллекция Британской библиотеки). В 1801 году он стал библиотекарем Ост-Индской компании. Затем был назначен экзаменатором в Колледже Ост-Индской компании, который был учреждён в 1805 году.
Эти годы он посвятил созданию первого в Европе шрифта для деванагари. В 1808 году он опубликовал с его помощью свою грамматику санскрита. Помимо собственных работ, Уилкинс напечатал в 1810 году новое издание «Персидского и арабского словаря» Джона Ричардсона. Также опубликовал каталог рукописей, собранных Уильямом Джонсом.
В 1833 году король Георг IV вручил ему Королевский Гвельфский Орден и посвятил в рыцари в знак признания его заслуг в восточных учёностях. Умер в Лондоне в возрасте 86 лет.

## Труды
- Bhagavat-geeta, or Dialogues of Kreeshna and Arjoon (1785)
- The Heetopades of Veeshnoo-Sarma, in a Series of Connected Fables, Interspersed with Moral, Prudential and Political Maxims (1787)
- Grammar of the Sanskrita Language (1808)
- Persian and Arabic Dictionary. A Vocabulary Persian, Arabic, and English; Abridged from the Quarto Edition of Richardson’s Dictionary (1810)